# Mirim (tiểu vùng)
Mirim là một tiểu vùng thuộc bang Rio Grande do Sul, Brasil. Tiều vùng này có diện tích 2812 km², dân số năm 2007 là 0 người.